# Lanrivoaré
Lanrivoaré är en kommun i departementet Finistère i regionen Bretagne i västra Frankrike. Kommunen ligger i kantonen Saint-Renan som tillhör arrondissementet Brest. År 2022 hade Lanrivoaré 1 539 invånare.

## Befolkningsutveckling
Antalet invånare i kommunen Lanrivoaré
Referens:INSEE